# اسلاونیا
اسلاونیا (به لاتین: Slavonia) یک منطقهٔ مسکونی در کرواسی است. اسلاونیا ۱۲٬۵۵۶ کیلومتر مربع مساحت و ۸۰۶٬۱۹۲ نفر جمعیت دارد.